# Каргіл
Каргіл (англ. Kargil) — місто на крайній півночі Індії, у межах території Ладакх.

## Географія
Розташовується на північному заході штату, у Гімалаях.

### Клімат
Місто знаходиться у зоні, котра характеризується континентальним субарктичним кліматом. Найтепліший місяць — липень із середньою температурою 15.3 °C (59.6 °F). Найхолодніший місяць — січень, із середньою температурою -5.3 °С (22.4 °F).
| Клімат Каргіла          | Клімат Каргіла | Клімат Каргіла | Клімат Каргіла | Клімат Каргіла | Клімат Каргіла | Клімат Каргіла | Клімат Каргіла | Клімат Каргіла | Клімат Каргіла | Клімат Каргіла | Клімат Каргіла | Клімат Каргіла | Клімат Каргіла |
| Показник                | Січ.           | Лют.           | Бер.           | Квіт.          | Трав.          | Черв.          | Лип.           | Серп.          | Вер.           | Жовт.          | Лист.          | Груд.          | Рік            |
| Середній максимум, °C   | −0,6           | 0,5            | 5,7            | 11,1           | 14,8           | 18,8           | 21             | 20,2           | 18,2           | 13,5           | 7,6            | 2,6            | 11,1           |
| Середня температура, °C | −5,3           | −4,3           | 0,6            | 5,5            | 8,7            | 12,8           | 15,4           | 14,8           | 11,9           | 7              | 1,5            | −2,5           | 5,5            |
| Середній мінімум, °C    | −10,1          | −9,2           | −4,6           | −0,1           | 2,6            | 6,9            | 9,7            | 9,4            | 5,7            | 0,5            | −4,6           | −7,6           | −0,1           |
| Норма опадів, мм        | 46.9           | 45.2           | 49.5           | 46.4           | 40.2           | 50.3           | 100.7          | 103            | 57.8           | 15.3           | 11             | 22.5           | 588.8          |
| ----------------------- | -------------- | -------------- | -------------- | -------------- | -------------- | -------------- | -------------- | -------------- | -------------- | -------------- | -------------- | -------------- | -------------- |
| Джерело: Weatherbase    |                |                |                |                |                |                |                |                |                |                |                |                |                |